# Naked Women’s Wrestling League
Naked Women's Wrestling League (NWWL)  – amerykańska organizacja kobiecych zapasów zawodowych (wrestlingu). Jej właścicielem jest Howard Mann. Zawody NWWL wyróżniają się tym, iż zawodniczki walczą w ringu nago. Jedną z najbardziej znanych gwiazd NWWL była niegdyś Carmen Electra.

## Roster
- Carmen Electra – (hostessa)
- Megan Summers (II – prowadząca)
- Annie Social
- April Hunter
- Josianne the Pussycat
- Kandi Smyth
- Kylie Electra
- Melissa Coates
- Mandy Weaver
- Miss Bunny
- Angel of Desire
- Becky Brady
- Cleopatra
- Cruella
- Dark Angel
- Demonica Disco
- Harriet Bush
- Lady Serpentine
- Layla Hussein
- Ninja Chops
- Princess of Pain
- Samantha Sixx
- Selena Sanchez
- Spitney Beers
- Tiny Tina
- Trish the Dish
- Twin Peaks
- Wicca St. James

## Edycje DVD
Dotychczas NWWL wydało 3 edycje płyt DVD, poświęconych tej odmianie zapasów:

- Carmen Electra's NWWL, Vol. 1: Bush vs Hussein
- Carmen Electra's NWWL, Vol. 2: Tag Team Dream
- Carmen Electra's NWWL, Vol. 3: Championship Match